# Raymond Strasser
Raymond Strasser (ur. 14 września 1930 w Differdange) – luksemburski zapaśnik walczący w stylu klasycznym. Olimpijczyk z Londynu 1948, gdzie zajął czternaste miejsce w kategorii do 62 kg.

## Letnie Igrzyska Olimpijskie 1948
| Konkurencja          | Rundy eliminacyjne | Rundy eliminacyjne    | Klas. końcowa |
| Konkurencja          | Przeciwnik I       | Przeciwnik II         | Miejsce       |
| -------------------- | ------------------ | --------------------- | ------------- |
| 62 kg styl klasyczny | Safi Taha (LIB) P  | Georg Weidner (AUT) P | 14.           |